# Візуалізація кальцієвих сигналів
Візуалізація кальцієвих сигналів, також кальцієва візуалізація (від англ. calcium imaging) — спосіб вимірювання концентрації іонів кальцію в клітині чи її частинах за допомогою флуоресцентної мікроскопії. Клітини розміщаються в полі зору мікроскопа, в них вводиться флуоресцентний барвник, а потім стимулюється вхід кальцію до клітини чи її компартментів. При зв'язуванні іонів кальцію з барвником відбувається випромінення світла, яке реєструється за допомогою сенсора відеокамери. Флуоресцентні барвники поділяються на хімічно синтезовані молекули (Fura, Indo тощо) та кальцій-чутливі білки (наприклад, екворин). Метод кальцієвої візуалізації дозволяє одночасно вимірювати кальцієві сигнали в багатьох клітинах, що дозволяє одразу отримувати велику статистику відповідей та вивчати синхронне поширення кальцієвої хвилі в багатьох пов'язаних клітинах, зокрема в синцитії чи при синхронній активності нейронів.
Дослідження кальцієвих сигналів розпочалося на клітинних культурах. Далі почали використовувати органотипову культуру зі зрізів мозку ссавців. Утім уже наприкінці 1990-х років з'явилися праці з кальцієвої візуалізації в організмах безхребетних та рибки даніо-реріо. Цей результат вдалося отримати за допомогою штучної експресії білка апоекворину, а також заповненню тканин флуоресцентними барвниками Fura-2 та Fluo-3. Подальші удосконалення методики пов'язані з появою двофотонних сканувальних лазерних мікроскопів, що дозволило отримувати зображення в глибоких шарах мозку хребетних тварин.

## Барвники
Перші праці з візуалізації кальцієвих сигналів розпочалися в 1970-ті роки, а першим хімічним кальцій-чутливим барвником стала BAPTA. Пізніше були відкриті кальцій-чутливі люмінесцентні білки, першим з яких став екворин, виділений з медузи Aequorea victoria. Також у 1970-ті використовували як індикатори мурексид та арсеназо III, проте їхня чутливість сильно залежала від рівня pH.
Похідні BAPTA Fura-2, Fluo-3, Fluo-4, кальцієвий зелений-1 та Oregon green BAPTA стали популярними сенсорами кальцію. Існують органічні барвники з високою спорідненістю до іонів кальцію для вимірювання цитоплазматичної концентрації та з низькою афінністю — для вимірювання концентрації кальцію в депо.
За допомогою генної інженерії були створені білкові кальцієві сенсори.

## Доставка барвника в клітини
Існує низка способів доставити барвник у клітини. Зокрема можна працювати з окремими клітинами, групами клітин та з мозком живих тварин.
Першим способом заповнення клітини барвником був внутрішньоклітинний мікроелектрод, яким пробивали клітинну мембрану та вводили речовину до цитоплазми. Далі почали використовувати електроди для петч-клемпу. Іншим способом є спрямована електропорація: мікропіпетка підводиться до клітини, перший електричний імпульс на короткий момент дестабілізує мембрану клітини, роблячи її проникною, а наступні виштовхують заряджені молекули барвника в клітину. Проблема останнього методу — в можливій загибелі досліджуваного нейрона .
Для проникнення барвників крізь мембрану багатьох клітин були розроблені спеціальні ацетилоксіметильовані (AM) форми барвників. При потраплянні до цитоплазми ця група відрізається внутрішньоклітинними естеразами. Інший спосіб потрапляння барвників у нейромережі — створення кон'югатів флуоресцентних зондів з декстранами, які вносять в місця проходження нервів. Кон'югати транспортуються в обох напрямках по аксону нейрона.
Також білкові флуоресцентні кальцієві сенсори можна штучно експресувати в клітинах методами трансфекції. Найбільш популярною для нервової системи є вірусна трансфекція.